# Vejtavler i Danmark
Dette er en samlet oversigt over vejtavler og -skilte, som aktuelt bliver brugt i Danmark.
Vejtavler og -skilte er i Danmark reguleret af færdselsloven. Ansvaret for designet og definitionerne på skiltene er uddelegeret til transportministeren, der udarbejder bekendtgørelser herom. Den senest opdaterede bekendtgørelse blev udstedt den 13. april 2023.
Danmark underskrev Wienerkonventionen om færdselstavler og -signaler 8. november 1968 og ratificerede den 3. november 1986. Danmark har ligeledes ratificeret den europæiske aftale, der supplerer konventionen.

## A: Advarselstavler
- A11: Farligt vejkryds, hvor den krydsende trafik har ubetinget vigepligt.
- A12.1: Farligt vejkryds, hvor sidevej til højre har ubetinget vigepligt.
- A16: Rundkørsel
- A17: Fodgængerfelt
- A18: Modkørende færdsel
- A19: Lyssignal
- A20: Risiko for kødannelse
- A21: Cyklister på kørebanen
- A22: Børn på vejen
- A23: Ryttere
- A26: Dyrevildt
- A27: Kreaturer
- A31: Risiko for glat vej
- A33: Løse sten
- A34: Stenskred
- A35: Farlig rabat
- A36: Bump på vejen
- A37: Ujævn vej
- A38: Dyk i vejen
- A39: Vejarbejde
- A41.1 Skarpt højresving
- A41.2: Skarpt venstresving
- A42.1: Flere sving, først til højre
- A42.2: Flere sving, først til venstre
- A43.1: Vejen indsnævres
- A43.2: Vejen indsnævres til venstre
- A43.3: Vejen indsnævres til højre
- A44: Tunnel
- A46.1: Stejl nedkørsel
- A46.2: Stejl stigning
- A71: Letbane
- A72: Overkørsel uden bomme
- A73: Overkørsel med bomme
- A74.1: Enkeltsporet overkørsel
- A74.2: Flersporet overkørsel
- A75: Afstand til jernbaneoverkørsel
- A91: Oplukkelig bro
- A92: Havnekaj
- A95: Sidevind
- A96: Lavtgående fly
- A97: Lavtgående helikoptere
- A99: Anden fare

## B: Vigepligtstavler
- Vigepligtstavler
- B11: Ubetinget vigepligt
- B13: Fuld stop
- B15: Sammenfletning
- B16: Hovedvej
- B17: Hovedvej ophører
- B18: Hold for modkørende
- B19: Modkørende færdsel skal holde tilbage

## C: Forbudstavler
- Forbudstavler
- C11.1: Højresving forbudt
- C11.2: Venstresving forbudt
- C12: U-vending forbudt
- C19: Indkørsel forbudt
- C21: Kørsel i begge retninger forbudt
- C22.1: Motorkøretøjer forbudt
- C22.2: Motorcykler forbudt
- C23.1: Indkørsel forbudt for lastbiler
- C23.2: Busser forbudt
- C23.3: Kørsel med farligt gods forbudt
- C24.1: Traktorer forbudt
- C24.2: Kørsel med hestevogn forbudt
- C25.1: Cyklister forbudt
- C25.2: Knallerter forbudt
- C26.1: Ridning og føring af hest forbudt
- C26.2: Fodgængere forbudt
- C31: Maximal totalvægt af køretøj
- C32: Maksimal totalvægt for vogntog
- C35: Maksimal akseltryk
- C36: Maksimal bogietryk
- C41: Maksimal vognbredde
- C42: Maksimal vognhøjde
- C43: Maksimal vognlængde
- C51: Overhaling forbudt
- C52: Overhaling med lastbil forbudt
- C53: Overhalingsforbud ophører
- C54: Overhalingsforbud med lastbil ophører
- C55: Lokal hastighedsbegrænsning
- C56: Lokal hastighedsbegrænsning ophører
- C59: Ophør af alle forbud
- C61: Parkering og standsning forbudt
- C62: Parkering forbudt
- C92: Passage uden stop forbudt

## D: Obligatoriske tegn
- Obligatoriske tegn
- D11.1: Påbudt kørselsretning
- D11.2: Påbudt kørselsretning mod venstre
- D11.3: Påbudt kørselsretning mod højre
- D11.4: Påbudt kørselsretning til venstre
- D11.5: Påbudt kørselsretning til højre
- D11.6: Påbudt kørselsretning mod ligeud eller venstre
- D11.7: Påbudt kørselsretning mod ligeud eller højre
- D11.8: Påbudt kørselsretning mod højre eller venstre
- D12: Rundkørsel
- D15.2: Påbudt passage mod venstre
- D15.3: Påbudt passage mod højre
- D21: Cykelsti
- D22: Gangsti
- D23: Ridesti
- D55: Mindste hastighed
- D56: Mindste hastighed ophører

## E: Informationsskilte
- Informationsskilte
- E15: Vognbaner i kryds
- E17: Fodgængerfelt
- E18: Blind vej
- E18.1.1: Blind vej med angivelse af cykelsti
- E19: Ensrettet
- E21.1: Anbefalet rute for cyklister
- E21.2: Anbefalet rute for fodgængere
- E21.3: Anbefalet rute for ridende
- E21.4: Anbefalet rute for lille knallert
- E22.1: Anbefalet rute for lastbiler
- E23: Vejledning for invalide
- E24: Vejledning for synshandicappede
- E26.1: Fodgængerbro
- E26.2: Fodgængertunnel
- E30: Letbanestoppested
- E31: Busstoppested for nærtrafik
- E33.1: Parkering
- E33.2: Parkeringsgarage
- E34: Nødplads
- E39: Anbefalet hastighed
- E40: Anbefalet hastighed ophører
- E42: Motorvej
- E43: Motortrafikvej
- E44: Motorvej ophører
- E45: Motortrafikvej ophører
- E47: Cykelgade
- E48: Cykelgade ophører
- E49: Gågade
- E50: Gågade ophører
- E51: Opholds- og legegade
- E52: Opholds- og legegade ophører
- E53: Område med fartdæmpning
- E55: Tættere bebygget område
- E56: Tættere bebygget område opører
- E80: Generelle hastighedsbegrænsninger
- E90: Automatisk trafikkontrol